# Veikko Itkonen
Veikko Itkonen (16 de abril de 1919-29 de marzo de 1990) fue un narrador, actor, director, productor, editor y director de fotografía finlandés.

## Biografía
Su nombre completo era Jalo Veikko Itkonen, y nació en Kauniainen, Finlandia. Conocido también por el pseudónimo Aulikki Ura, Itkonen fue productor de documentales (Matka mustien maanosaan), dramas (Silmät hämärässä y la historia sobre alcoholismo dirigida por Jack Witikka titulada Mies tältä tähdeltä), y comedias (Mullin mallin).  
En el año 1944 adquirió la productora Filmi-Kuva Oy, con la cual trabajó en las cintas Tähtireportterit tulevat y Kohtalo johtaa meitä. A partir de 1945 fue productor independiente, rodándose la película dirigida por Jorma Nortimo Tähtireportterit tulevat. 
Desde 1951 produjo diferentes cintas con su nombre, como por ejemplo Näin syntyi nykypäivä, y a finales de 1961 relanzó Filmi-Kuva Oy. 
Por su trabajo como productor en la película Vaarallista vapautta, en el año 1963 Itkonen recibió el Premio Jussi. 
Debido a problemas producidos por retrasos en el pago de impuestos, Itkonen vendió en 1963 su productora a Yleisradio y se mudó a vivir al extranjero.
Veikko Itkonen falleció en San Diego, California (Estados Unidos), en el año 1990. Había estado casado con la actriz Eija Karipää, protagonista de casi todas sus películas.

## Filmografía
- 1942 : Nuoret kotkat (guion, narración)
- 1943 : Synnitön lankeemus (actor)
- 1943 : Repolaisen selästä kaunotarten koristeeksi (guion, narración)
- 1943 : Aseveljeyden sankarit (narrador)
- 1943 : Filmiväkeä talkootouhuissa (guion)
- 1945 : Kohtalo johtaa meitä (guion, dirección, edición, producción)
- 1945 : Tähtireportterit tulevat (producción, guion, actor)
- 1948 : Tämän päivän Eurooppaa II (dirección, producción, narración, edición, fotografía)
- 1948 : Tämän päivän Eurooppaa (dirección, narración, edición, fotografía)
- 1949 : Makea uni (producción)
- 1949 : Filmi filmistä (fotografía, dirección)
- 1951 : Näin syntyi nykypäivä 1900–1950 (productor, dirección, guion, narración, edición)
- 1951 : Ask – Montané. Kevyen sarjan EM-ottelu nyrkkeilyssä Helsinki 17.8.51 (fotografía)
- 1952 : Silmät hämärässä (dirección, fotografía, edición, producción)
- 1952 : Matka mustien maanosaan (guion, fotografía, dirección, edición)
- 1953 : Maailman kaunein tyttö (dirección, producción, actor, edición)
- 1954 : Rakastin sinua, Hilde (producción, edición, dirección, actor)
- 1954 : Leena (edición, producción, actor)
- 1955 : Tähtisilmä (edición, producción, actor)
- 1955 : Miss Eurooppaa metsästämässä (actor)
- 1955 : Helunan häämatka (producción, edición)
- 1956 : Tyttö tuli taloon (dirección, producción, edición)
- 1956 : Silja – nuorena nukkunut (producción, edición)
- 1958 : Mies tältä tähdeltä (producción, edición, actor)
- 1959 : Virtaset ja Lahtiset (producción)
- 1959 : Suuri sävelparaati (producción, actor)
- 1959 : Rahaa!! (dirección, producción, narración)
- 1960 : Sävelet soivat 1 (producción)
- 1960 : Intiaanien taidetta (producción)
- 1960 : Iloinen Linnanmäki (actor, fotografía, producción)
- 1961 : Voi veljet, mikä päivä! (dirección, guion, producción, edición, actor, fotografía)
- 1961 : Valtionarkisto (producción, dirección)
- 1961 : Mullin mallin (producción, dirección, fotografía)
- 1962 : Vaarallista vapautta (producción, edición, dirección, guion)
- 1976 : Lontoon suomalainen merimieskirkko (dirección)